# August Kirschmann (Politiker)
August Kirschmann (* 24. Juli 1896 in Oberstein; † 8. November 1967 in Idar-Oberstein) war ein deutscher Politiker (SPD).

## Leben
Kirschmann machte eine Kaufmännische Lehre und arbeitete als Kaufmann. 1919 wurde er  Mitbegründer der sozialistischen Arbeiterjugend in Oberstein und Mitglied der SPD. 1922–1933 gehörte er dem Stadtrat Oberstein an. In der Zeit des Nationalsozialismus konnte er seine politische Arbeit nicht fortsetzen.
Nach 1945 war er Vorsitzender der SPD Idar-Oberstein und 1946–1957 Mitglied des Stadtrats von Idar-Oberstein. Für die SPD war er 1946/47 Mitglied der Beratenden Landesversammlung.
1964 wurde er mit dem Bundesverdienstkreuz 1. Klasse ausgezeichnet.